# Estação de Asakusa
A Estação de Asakusa (浅草駅, Asakusa-eki, em japonês) é uma estação de trem localizada no distrito comercial de Taito, Tóquio, Japão.

## Linhas
Tokyo Metro
 Linha Ginza (Número:G-19)
Agência de Transportes da Metrópole de Tóquio (Toei)
 Linha Toei Asakusa (Número:A-18)
Tobu Railway
 Linha Tobu Skytree [en] (Número:TS 01)
※A Estação Asakusa no Tsukuba Express [ja] fica a cerca de 600 m de distância e não é uma estação de transferência.

## História
A estação Linha Ginza foi inaugurada em 30 de dezembro de 1927.
A estação Linha Tobu Isesaki (Linha Tobu Skytree) foi inaugurada em 25 de maio de 1931.
A estação Linha Toei Asakusa foi inaugurada em 4 de dezembro de 1960.

## Layout da estação

### Tokyo Metro

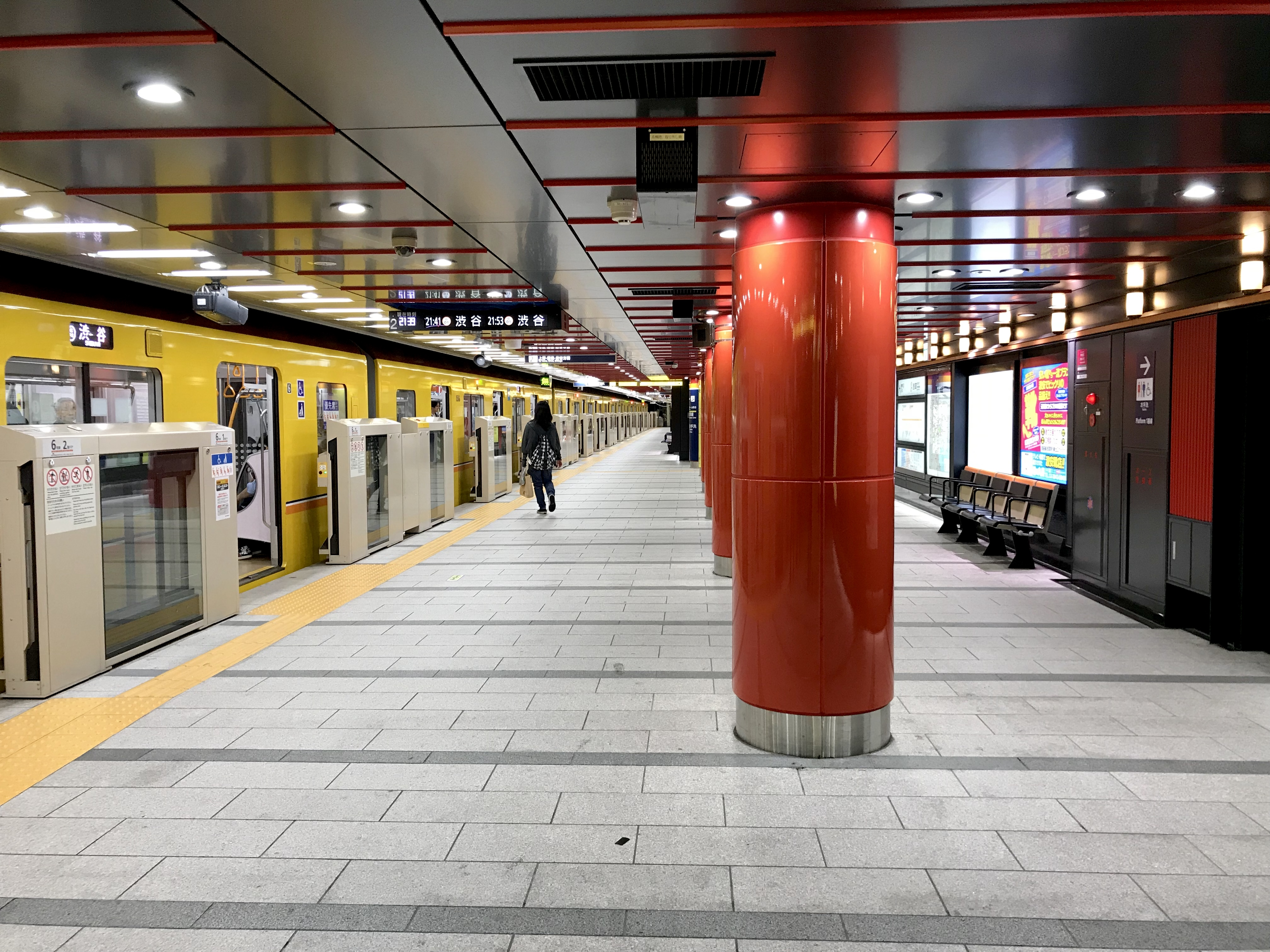
Plataformas

A Estação Tokyo Metro tem duas plataformas laterais subterrânea.

#### Plataformas
| Plataformas | Linha       | Destino                                              |
| ----------- | ----------- | ---------------------------------------------------- |
| 1・2        | Linha Ginza | Por Ueno [ja], Nihonbashi [ja], Ginza [ja] e Shibuya |

### Toei

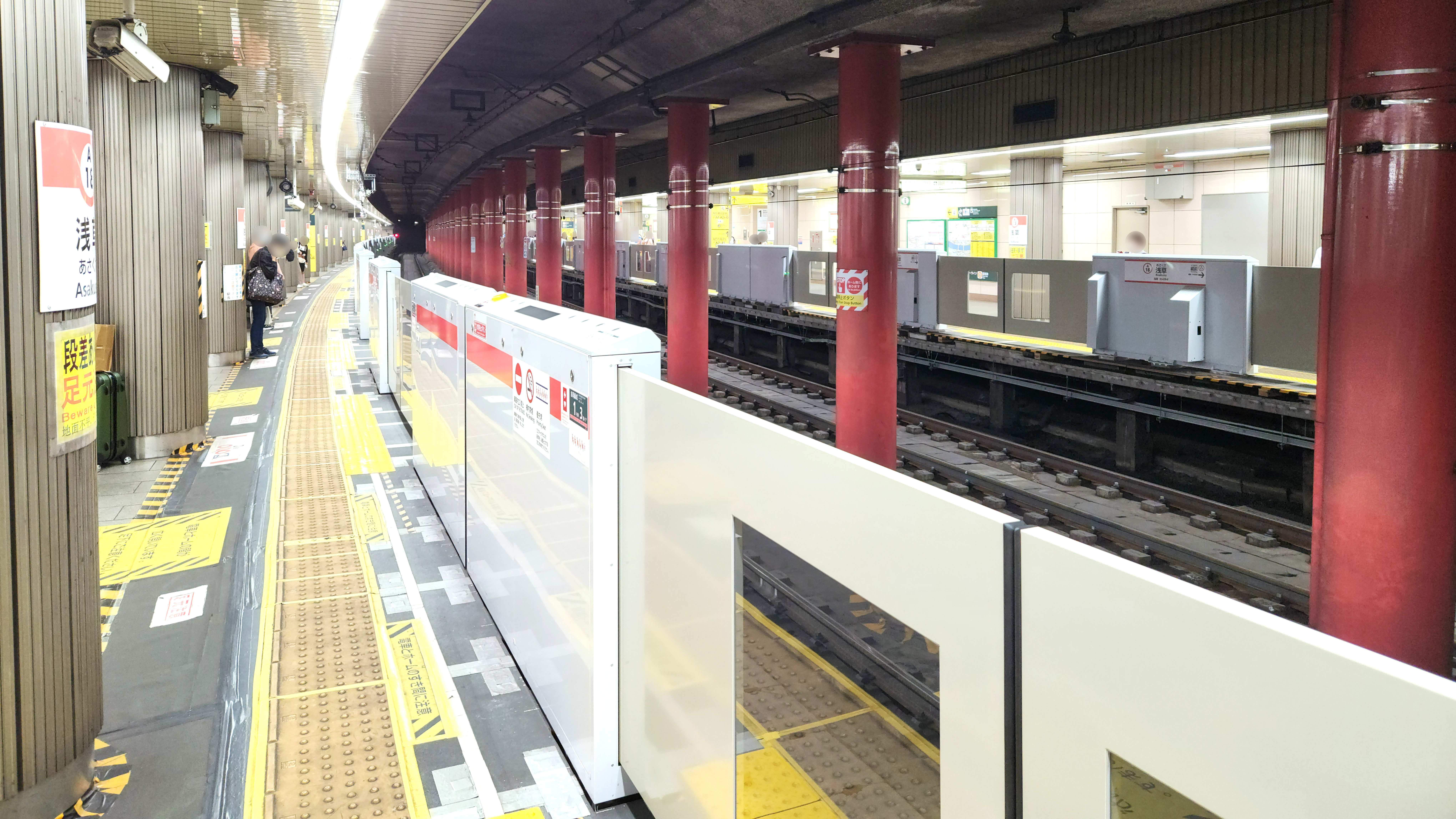
Plataformas

A Estação Toei tem duas plataformas laterais subterrânea.

#### Plataformas
| Plataformas | Linha              | Destino                                                                                             |
| ----------- | ------------------ | --------------------------------------------------------------------------------------------------- |
| 1           | Linha Toei Asakusa | Por Nishi-Magome [ja], Linha principal Keikyu [ja] e Estação Terminal Aeroporto de Haneda [ja]      |
| 2           | Linha Toei Asakusa | Por Oshiage [ja], Linha principal Keisei [ja], Linha Hokuso [ja] e Estação Aeroporto de Narita [ja] |

### Tobu

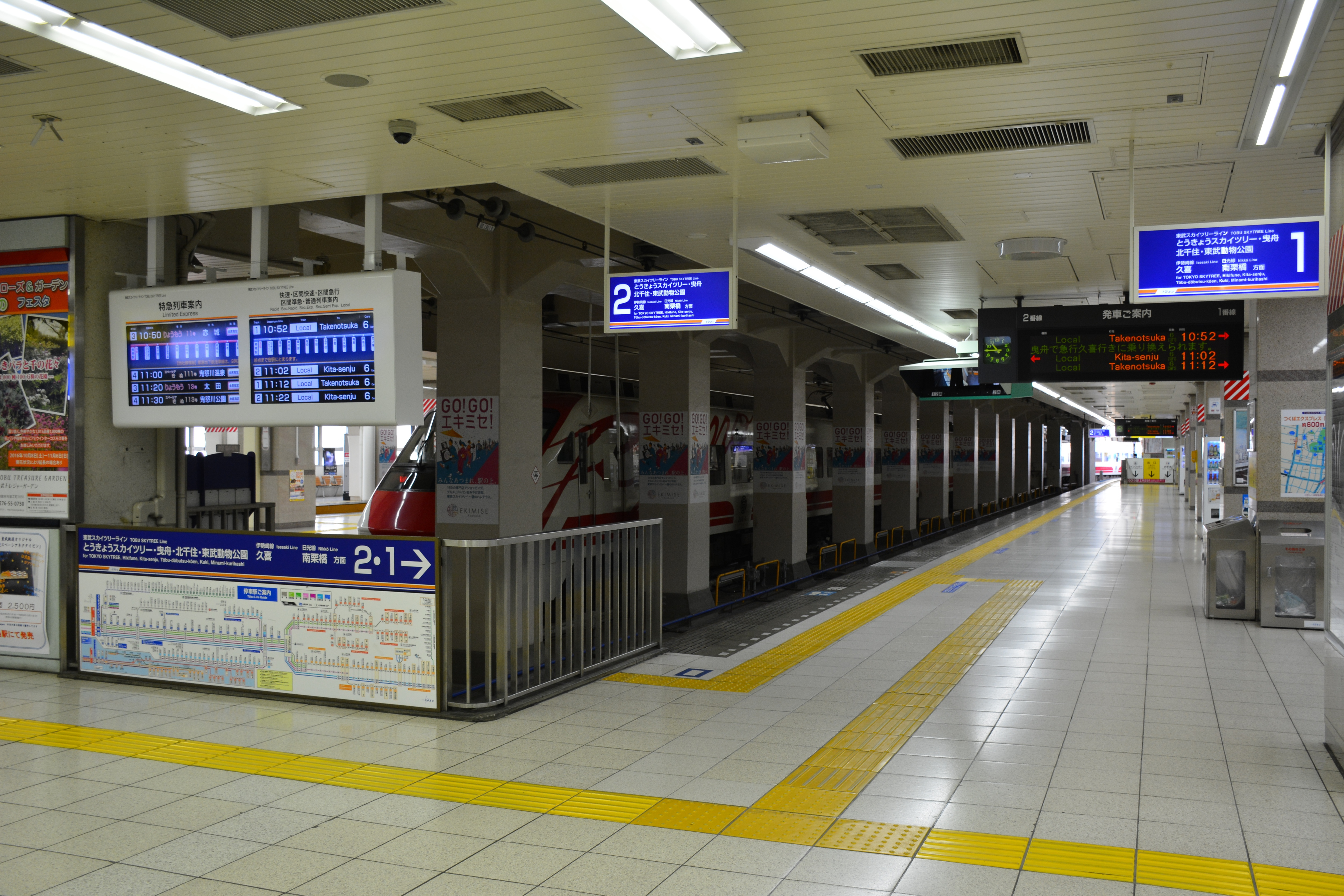
Plataformas

A estação fica dentro da loja Matsuya [ja] Asakusa. Estação elevada com 3 plataformas e 4 pistas.

#### Plataformas
| Plataformas | Linha                                                       | Tipos                                                                 | Destino                                                                                                  | Observação                                                                            |
| ----------- | ----------------------------------------------------------- | --------------------------------------------------------------------- | --- | ------------------------------------------------------------------------------------- |
| 1           | Linha Tobu Skytree Linha Tobu Isesaki Linha Tobu Nikko [ja] | ■Seção expressa(区間急行) ■Seção semi-expressa(区間準急) ■Local(普通) | Tokyo Skytree [ja], Hikihune [ja], Kita-Senju [ja], Tōbu-Dōbutsu-Kōen [ja], Kuki e Minami-Kurihashi [ja] | No caso de um trem de 8 vagões, as portas dos 2 vagões perto de Kita-Senju não abrem. |
| 2           | Linha Tobu Skytree Linha Tobu Isesaki Linha Tobu Nikko [ja] | ■Seção expressa(区間急行) ■Seção semi-expressa(区間準急) ■Local(普通) | Tokyo Skytree [ja], Hikihune [ja], Kita-Senju [ja], Tōbu-Dōbutsu-Kōen [ja], Kuki e Minami-Kurihashi [ja] | As portas dos dois carros perto de Kita-Senju não abrem.                              |
| 3           | Linha Tobu Skytree Linha Tobu Isesaki Linha Tobu Nikko [ja] | ■特急                                                                 | Tokyo Skytree [ja], Hikihune [ja], Kita-Senju [ja], Tōbu-Dōbutsu-Kōen [ja], Kuki e Minami-Kurihashi [ja] |                                                                                       |
| 4           | Linha Tobu Skytree Linha Tobu Isesaki Linha Tobu Nikko [ja] | ■特急                                                                 | Tokyo Skytree [ja], Hikihune [ja], Kita-Senju [ja], Tōbu-Dōbutsu-Kōen [ja], Kuki e Minami-Kurihashi [ja] |                                                                                       |
| 5           | （Interrompido）                                            | （Interrompido）                                                      | （Interrompido）                                                                                         |                                                                                       |

## Instalações ao redor da estação
- Templo Sensoji
  - Rua Nakamise [ja]
  - Santuário de Asakusa [ja]
- Rio Sumida
- Hanayashiki [en]
- Rua Denboin [ja]
- Amuse Museum [ja]
- Salão Público de Asakusa [ja]
- Centro de Informações Turísticas da Cultura de Asakusa [ja]
- Escritório do distrito de Sumida [ja]
- Cais do Rio Azumabashi [ja]
- Asakusa View Hotel [ja]
- Matsuya [ja] Asakusa
- Kamiya bar [ja]
- Tempura Daikokuya [ja]